# توش فان در سانده
توش فان در سانده (انگلیسی: Tosh Van der Sande؛ زادهٔ ۲۸ نوامبر ۱۹۹۰) دوچرخه‌سوار اهل بلژیک است.
از باشگاه‌هایی که در آن بازی کرده‌است می‌توان به تیم لوتو–سودال اشاره کرد.